# أحمد بن كيغلغ
أحمد بن كيغلغ قائد عسكري عباسي من أصل تركي، عمل والياً على بلاد الشام ومصر. وقد أطاح به من ولاية مصر محمد بن طغج الإخشيد في 935م، فكان آخر الولاة العباسيين على مصر.

## سيرته
في نوفمبر 903م شارك في معركة حماة ضد القرامطة بجانب شقيقه إبراهيم، تحت قيادة محمد بن سليمان الكاتب، وبعد أن استعاد العباسيون بلاد الشام ومصر من الطولونيين في 904–905، عُين ابن كيغلغ والياً على ولايتي دمشق والأردن. إلا أنه سرعان ما أُرسِل لمواجهة تمرد طولوني يقوده محمد بن علي الخلنجي، الذي تمكن من الاستيلاء على الفسطاط وأعلن عودة حكم الطولونيين، بينما انسحب الوالي العباسي إلى الإسكندرية. انتصر الخلنجي في أول اشتباك مع ابن كيغلغ في العريش في ديسمبر 905، ولكنه انهزم في آخر الأمر وأُسِر في مايو 906 وأُرسِل إلى بغداد. في غياب ابن كيغلغ، أغار القرامطة على الأردن وهزموا وقتلوا نائب كيغلغ، يوسف بن إبراهيم بن بغامردي، ولم ينسحبوا إلا حين اقترتب تعزيزات من بغداد بقيادة الحسين بن حمدان التغلبي.
وفي 22 أكتوبر 906، قاد ابن كيغلغ الغزوة السنوية على الإمبراطورية البيزنطية من طرسوس، وانضم إليه واليها، رستم بن بردو. وحسب الطبري، فقد انتصرا على البيزنطيين في «سلندو» وبلغوا نهر هاليس، آخذين 4,000 إلى 5,000 أسيراً والكثير من الخيل والماشية كغنائم.
عقب تمرد الحسين بن حمدان التغلبي الحمداني في 914/5، كان ابن كيغلغ أحد القادة المعيَّنين لقيادة حملة لإخضاع حسين واتسعادة النظام في الجزيرة. إلا أن الحسين انتصر على جيش الخلافة، الذي أُجبر على الانسحاب، وواصل الحسين البقاء منشقاً على العباسيين حتى أسره القائد العباسي مؤنس المظفر.
في يوليو 923، عين ابن كيغلغ والياً على مصر، ولكنه سرعان ما واجهه تمرد من جنود الحامية، لعدم تلقيهم رواتبهم، وحل محله تكين الخزري في أبريل 924. وبعد أربع سنوات أُرسِل إلى قصر ابن هبيرة إثر هجوم القرامطة على البلدة، ولكن بوصوله كان القرامطة قد انسحبوا، وعاد الجيش إلى بغداد بدون الاشتباك معهم. في 931 عمل والياً على أصفهان حين هاجمها لشكري الديلمي، الذي هزم ابن كيغلغ واحتل المدينة. ويفاد أن ابن كيغلغ أنقذ الموقف بمبارزة فردية مع زعيم المتمردين وقتله، وعلى إثر ذلك، فر أتباع الديلمي واستعاد العباسيون أصفهان.
في مارس 933 توفي تكين الخزري في مصر، ولكن ابنه وخليفته، محمد، فشل في فرض سلطته في الولاية. وأعيد تعيين ابن كيغلغ مكانه، بينما أٌرسِل خصي يُدعى بُشري ليحل محل محمد بن طغج الإخشيد في دمشق. قاوم ابن طغج استبداله، وهزم وأسر بشري. فكلف الخليفة ابن كيغلغ بإجبار ابن طغج على الاستسلام، ولكن بالرغم من أنه زحف على ابن طغج، فقد تفادى الاثنان المواجهة. وبدلاً من ذلك تقابل الرجلان وتوصلا لاتفاق للدعم المتبادل، محافظين على الوضع كما هو.
سرعان ما أثبت أحمد بن كيغلغ عدم قدرته على استعادة النظام في مصر التي ازداد الاضطراب فيها. بحلول 935، كانت الجنود متمردة بسبب تأخر الرواتب، وعادت غارات البدو. وفي نفس الوقت، قوّض محمد بن تكين جهود ابن كيغلغ طمعاً في منصبه. واندلع قتال داخلي في الجيش بين المشارقة، ومعظمهم جنود ترك دعموا محمد بن تكين، والمغاربة من البربر والزنج الذين ساندوا ابن كيغلغ. نظم ابن طغج غزواً لمصر، براً وبحراً. وبالرغم من أن ابن كيغلغ كان قادراً على تأخير تقدم جيش ابن طغج، إلا أن أسطوله استولى على تنيس ودلتا النيل وحف على الفسطاط. وبعد أن حوصر وهُزم في الميدان، هرب ابن كيغلغ إلى الفاطميين. ودخل محمد بن طغج المنتصر الفسطاط في 26 أغسطس 935م.